# Aröd (Tjörn)
Aröd is een plaats in de gemeente Tjörn in het landschap Bohuslän en de provincie Västra Götalands län in Zweden. De plaats heeft 153 inwoners (2005) en een oppervlakte van 23 hectare. De plaats ligt op het zuidwesten van het eiland Tjörn. Aröd ligt vlak aan het Kattegat en wordt grotendeels omringd door rotsen er liggen ook een paar kleine stukjes landbouwgrond rondom de plaats.

## Verkeer en vervoer
Bij de plaats loopt de Länsväg 169.